# Discografia de Rammstein
A discografia da banda Rammstein, consiste em oito álbuns de estúdio, uma coletânea, quatro gravados ao vivo, trinta e dois singles, dois álbuns de vídeo, trinta vídeoclipes e dois boxes.

## Álbuns de estúdio
| Ano                        | Detalhes | Posição | Posição | Posição | Posição | Posição | Posição | Posição | Posição | Posição | Posição | Certificações (vendas)                                                                                         |
| Ano                        | Detalhes | ALE     | AUT     | BEL     | FIN     | FRA     | HOL     | NOR     | SUE     | SUI     | EUA     | Certificações (vendas)                                                                                         |
| -------------------------- | --- | ------- | ------- | ------- | ------- | ------- | ------- | ------- | ------- | ------- | ------- | --- |
| 1995                       | Herzeleid - Lançamento: 25 de setembro de 1995 - Gravadora: Motor Music - Formato: CD, Cassette, LP, Download digital, Streaming              | 6       | 11      | 96      | —       | 85      | 77      | —       | —       | 20      | —       | - ALE: Platina - UE: Platina                                                                                   |
| 1997                       | Sehnsucht - Lançamento: 22 de agosto de 1997 - Gravadora: Motor Music - Formato: CD, Cassete, LP, Download digital, Streaming                 | 1       | 1       | 50      | —       | 76      | 28      | —       | 17      | 3       | 45      | - ALE: Platina - CAN: Platina - EU: Platina - SUI: 2× Platina - EUA: Platina                                   |
| 2001                       | Mutter - Lançamento: 2 de Abril de 2001 - Gravadora: Motor Music - Formato: CD, Cassete, LP, Download digital, Streaming                      | 1       | 1       | 7       | 7       | 23      | 4       | 12      | 2       | 1       | 77      | - ALE: 2× Platina - EU: Platina - FIN: Ouro - SUE: Ouro - SUI: 2× Platina                                      |
| 2004                       | Reise, Reise - Lançamento: 27 de setembro de 2004 - Gravadora: Universal Music - Formato: CD, Cassete SHM-CD, LP, Download digital, Streaming | 1       | 1       | 5       | 1       | 3       | 2       | 4       | 2       | 1       | 61      | - ALE: Platina - EU: Platina - FIN: Ouro - SUE: Ouro - SUI: Platina                                            |
| 2005                       | Rosenrot - Lançamento: 28 de Outubro de 2005 - Gravadora: Universal Music - Formato: CD, CD+DVD, SHM-CD, LP, Download digital, Streaming      | 1       | 1       | 3       | 1       | 5       | 4       | 4       | 2       | 2       | 47      | - FIN: Ouro - SUI: Platina                                                                                     |
| 2009                       | Liebe ist für alle da - Lançamento: 16 de outubro de 2009 - Gravadora: Universal Music - Formato: CD, Download Digital, LP, Streaming         | 1       | 1       | 3       | 1       | 3       | 1       | 4       | 3       | 1       | 13      | - ALE: 2× Platina - FIN: Platina - SUI: Platina - FRA: Ouro - DIN: Ouro                                        |
| 2019                       | Álbum sem título - Lançamento: 17 de maio de 2019 - Gravadora: Universal Music - Formato: CD, Download Digital, LP, Streaming                 | 1       | 1       | 1       | 1       | 1       | 1       | 1       | 2       | 1       | 9       | - ALE: 5× Ouro - AUT: 2× Platina - BEL: Ouro - DIN: Ouro - FRA: Ouro - CZE: Ouro - POL: Platina - SUI: Platina |
| 2022                       | Zeit - Lançamento: 29 de abril de 2022 - Gravadora: Universal Music - Formato: CD, Download Digital, LP, Cassete, Streaming                   | 1       | 1       | 1       | 1       | 1       | 1       | 1       | 1       | 1       | 1       | - SUI: Ouro |
| "—" não chegou às tabelas. | |         |         |         |         |         |         |         |         |         |         | |

## Ao vivo
| Ano  | Detalhes | Posição | Posição | Posição | Posição | Posição | Posição | Posição | Posição | Posição | Posição | Certificações |
| Ano  | Detalhes | ALE     | AUT     | BEL     | FIN     | FRA     | HOL     | NOR     | SUE     | SUI     | EUA     | Certificações |
| ---- | --- | ------- | ------- | ------- | ------- | ------- | ------- | ------- | ------- | ------- | ------- | --- |
| 1999 | Live aus Berlin - Lançamento: 31 de Agosto de 1999 - Gravadora: Motor - Formato: CD, Cassete, VHS, DVD              | 1       | 2       | 93      | 35      | 97      | 43      | 29      | 42      | 8       | 179     | CD - ALE: Ouro - DIN: Ouro - SUI: Ouro DVD - ARG: Platina - ALE: 2× Platina - AUT: Ouro - EUA: Ouro - SUI: Platina |
| 2006 | Völkerball - Lançamento: 17 de Novembro de 2006 - Gravadora: Universal - Formato: CD, DVD                           | 1       | 3       | 48      | 1       | 54      | 7       | 24      | 11      | 7       | 147     | - ALE: Platina - SUI: Ouro                                                                                         |
| 2015 | In Amerika - Lançamento: 25 de setembro de 2015 - Gravadora: Universal - Formato: DVD, Blu-Ray                      | 1       | 1       | 1       | 1       | 1       | 2       | 1       | 1       | 1       | 1       | - ALE: Platina |
| 2017 | Rammstein: Paris - Lançamento: 19 de Maio de 2017 - Gravadora: Capitol / Vertigo - Formato: CD, Vinil, DVD, Blu-Ray | 1       | 3       | 2       | 8       | 13      | 10      | 15      | 11      | 3       | —       | - ALE: Ouro |

## Singles
| Ano                        | Single                  | Posição | Posição | Posição | Posição | Posição | Posição | Posição | Posição | Posição | Posição | Álbum                                      |
| Ano                        | Single                  | ALE     | AUT     | BEL     | DIN     | FIN     | HOL     | NOR     | SUE     | SUI     | RU      | Álbum                                      |
| -------------------------- | ----------------------- | ------- | ------- | ------- | ------- | ------- | ------- | ------- | ------- | ------- | ------- | ------------------------------------------ |
| 1995                       | "Du riechst so gut"     | —       | —       | —       | —       | —       | —       | —       | —       | —       | —       | Herzeleid                                  |
| 1996                       | "Seemann"               | —       | —       | —       | —       | —       | —       | —       | —       | —       | —       | Herzeleid                                  |
| 1997                       | "Engel"                 | 3       | 4       | —       | —       | —       | —       | —       | 48      | 17      | —       | Sehnsucht                                  |
| 1997                       | "Du hast"               | 5       | 10      | —       | —       | —       | —       | —       | —       | 33      | 186     | Sehnsucht                                  |
| 1997                       | "Das Modell"            | 5       | 18      | —       | —       | —       | —       | —       | 41      | —       | —       | —                                          |
| 1998                       | "Du riechst so gut '98" | 16      | —       | —       | —       | —       | —       | —       | —       | —       | —       | Herzeleid                                  |
| 1998                       | "Stripped"              | 14      | 27      | —       | —       | —       | —       | —       | —       | 42      | —       | For the Masses (Vários artistas) Sehnsucht |
| 2001                       | "Asche zu Asche"        | —       | —       | —       | —       | —       | —       | —       | —       | —       | —       | Herzeleid                                  |
| 2001                       | "Sonne"                 | 2       | 5       | 44      | —       | 9       | 24      | —       | 42      | 18      | —       | Mutter                                     |
| 2001                       | "Links 2-3-4"           | 26      | 33      | —       | —       | 15      | 60      | —       | —       | 65      | —       | Mutter                                     |
| 2001                       | "Ich will"              | 29      | 59      | —       | —       | 19      | 52      | —       | —       | —       | 30      | Mutter                                     |
| 2002                       | "Mutter"                | 47      | —       | —       | —       | 7       | 69      | —       | —       | —       | —       | Mutter                                     |
| 2002                       | "Feuer frei!"           | 33      | 28      | —       | —       | —       | 70      | —       | —       | —       | 35      | Mutter                                     |
| 2004                       | "Mein Teil"             | 2       | 6       | 40      | 6       | 2       | 15      | 11      | 8       | 11      | 61      | Reise, Reise                               |
| 2004                       | "Amerika"               | 2       | 3       | 36      | 2       | 10      | 16      | 13      | 21      | 5       | 33      | Reise, Reise                               |
| 2004                       | "Ohne dich"             | 12      | 38      | —       | 17      | 13      | 30      | —       | —       | 42      | —       | Reise, Reise                               |
| 2005                       | "Keine Lust"            | 16      | 25      | —       | 4       | 14      | 19      | —       | 57      | 30      | 35      | Reise, Reise                               |
| 2005                       | "Benzin"                | 6       | 11      | 41      | 3       | 1       | 25      | 15      | 16      | 15      | 58      | Rosenrot                                   |
| 2005                       | "Rosenrot"              | 28      | 46      | —       | 8       | —       | 43      | —       | 53      | 59      | —       | Rosenrot                                   |
| 2006                       | "Mann gegen Mann"       | 20      | 42      | —       | 5       | 18      | 35      | —       | 45      | 66      | 59      | Rosenrot                                   |
| 2009                       | "Pussy"                 | 1       | 4       | 7       | 37      | 1       | 18      | 16      | 22      | 12      | 95      | Liebe ist für alle da                      |
| 2010                       | "Ich tu dir weh"        | —       | 74      | —       | —       | —       | —       | —       | —       | —       | —       | Liebe ist für alle da                      |
| 2010                       | "Haifisch"              | 33      | —       | —       | —       | —       | —       | —       | —       | —       | —       | Liebe ist für alle da                      |
| 2011                       | "Mein Land"             | 5       | 9       | —       | —       | 14      | 88      | —       | —       | 21      | —       | Made in Germany 1995–2011                  |
| 2012                       | "Mein Herz brennt"      | 7       | —       | —       | —       | —       | —       | —       | —       | —       | —       | Mutter                                     |
| 2019                       | "Deutschland"           | 1       | 4       | 23      | —       | 4       | 74      | —       | 44      | 1       | —       | Álbum sem título                           |
| 2019                       | "Radio"                 | 4       | 13      | 25      | —       | —       | —       | —       | 100     | 17      | —       | Álbum sem título                           |
| 2019                       | "Ausländer"             | 16      | 29      | —       | —       | —       | —       | —       | —       | 38      | —       | Álbum sem título                           |
| 2022                       | "Zeit"                  | 1       | —       | —       | —       | —       | 96      | —       | 80      | —       | —       | Zeit                                       |
| 2022                       | "Zick Zack"             | 1       | —       | —       | —       | —       | —       | —       | 76      | —       | —       | Zeit                                       |
| 2022                       | "Dicke Titten"          | 12      | 9       | —       | —       | —       | —       | —       | 65      | 27      | —       | Zeit                                       |
| 2022                       | "Angst"                 | 5       | 21      | —       | —       | —       | —       | —       | 71      | 19      | —       | Zeit                                       |
| 2022                       | "Adieu"                 | 13      | —       | —       | —       | —       | —       | —       | —       | —       | —       | Zeit                                       |
| "—" não chegou às tabelas. |                         |         |         |         |         |         |         |         |         |         |         |                                            |

## Videoclipes
| Ano  | Título                  | Diretor                           |
| ---- | ----------------------- | --------------------------------- |
| 1995 | "Du riechst so gut"     | Emanuel Fialik                    |
| 1996 | "Seemann"               | Lazlo Kadar                       |
| 1997 | "Rammstein"             | Emanuel Fialik, Mathilde Bonnefoy |
| 1997 | "Engel"                 | Hannes Rossacher, Norbert Reitker |
| 1997 | "Du hast"               | Phillip Stölzl                    |
| 1998 | "Du riechst so gut '98" | Phillip Stölzl                    |
| 1998 | "Stripped"              | Phillip Stölzl                    |
| 2001 | "Sonne"                 | Jörn Heitmann                     |
| 2001 | "Links 2-3-4"           | Zoran Bihac                       |
| 2001 | "Ich will"              | Jörn Heitmann                     |
| 2002 | "Mutter"                | Jörn Heitmann                     |
| 2002 | "Feuer frei!"           | Rob Cohen                         |
| 2004 | "Mein Teil"             | Zoran Bihac                       |
| 2004 | "Amerika"               | Jörn Heitmann                     |
| 2004 | "Ohne dich"             | Jörn Heitmann                     |
| 2005 | "Keine Lust"            | Jörn Heitmann                     |
| 2005 | "Benzin"                | Uwe Flade                         |
| 2005 | "Rosenrot"              | Zoran Bihac                       |
| 2006 | "Mann gegen Mann"       | Jonas Åkerlund                    |
| 2009 | "Pussy"                 | Jonas Åkerlund                    |
| 2010 | "Haifisch"              | Jörn Heitmann                     |
| 2011 | "Mein Land"             | Jonas Åkerlund                    |
| 2012 | "Mein herz brennt"      | Zoran Bihac                       |
| 2019 | "Deutschland"           | Eric Remberg (Specter Berlin)     |
| 2019 | "Radio"                 | Jörn Heitmann                     |
| 2019 | "Ausländer"             | Jörn Heitmann                     |
| 2022 | "Zeit"                  | Robert Gwisdek                    |
| 2022 | "Zick Zack"             | Jörn Heitmann                     |
| 2022 | "Angst"                 | Robert Gwisdek                    |
| 2022 | "Dicke Titten"          | Jörn Heitmann                     |
| 2022 | "Adieu"                 | Eric Remberg (Specter Berlin)     |

## Álbuns de vídeo
| Ano                        | Detalhes                                                                                              | Posição | Posição | Posição | Posição | Posição | Posição | Posição | Posição | Posição | Posição | Certificações  |
| Ano                        | Detalhes                                                                                              | ALE     | AUT     | BEL     | FIN     | FRA     | HOL     | NOR     | SUE     | SUI     | EUA     | Certificações  |
| -------------------------- | --- | ------- | ------- | ------- | ------- | ------- | ------- | ------- | ------- | ------- | ------- | -------------- |
| 2003                       | Lichtspielhaus - Lançamento: 1 de Dezembro de 2003 - Gravadora: Motor - Formato: DVD                  | 25      | 5       | 4       | 2       | —       | —       | 4       | 5       | —       | 7       | - ALE: Platina |
| 2012                       | Videos 1995-2012 - Lançamento: 14 de Dezembro de 2012 - Gravadora: Universal - Formato: DVD & Blu-Ray | 5       | 3       | 3       | —       | —       | —       | —       | —       | 2       | —       | - ALE: Ouro    |
| "—" não chegou às tabelas. | |         |         |         |         |         |         |         |         |         |         |                |

## Coletâneas
| Ano  | Detalhes                                                                                                | Notas |
| ---- | --- | --- |
| 2011 | Made in Germany 1995-2011 - Lançamento: 02 de dezembro de 2011 - Gravadora: Universal - Formato: CD/DVD | - Coletânea contendo os lançamentos mais conhecidos do Rammstein, incluindo remixes por outros artistas na edição limitada e DVD triplo com videoclipes e making of na edição de luxo |

## Box
| Ano  | Detalhes                                                                                      | Conteúdo | Notas |
| ---- | --------------------------------------------------------------------------------------------- | --- | --- |
| 1998 | Original Single Kollektion - Lançamento: 19 de Junho de 1998 - Gravadora: Motor - Formato: CD | 1. "Du riechst so gut" 2. "Seemann" 3. "Engel" 4. "Engel" (edição de fãs) 5. "Du hast" 6. "Das Modell"              | - O conjunto vem numa caixa de madeira incluindo os 6 primeiros singles e um poster.                                                                                          |
| 2015 | XXI - Lançamento: 4 de dezembro de 2015 - Gravadora: Universal - Formato: LP                  | 1. "Herzeleid" 2. "Sehnsucht" 3. "Mutter" 4. "Reise, Reise" 5. "Rosenrot" 6. "Liebe ist für alle Da" 7. "Raritäten" | - Box contendo todos os álbum de estúdio remasterizados em vinil duplo, incluindo "Raritäten", um vinil extra de músicas raras, tendo entre elas uma versão inédita de "Los". |

## Miscelânea
São outras canções, realizadas fora dos álbuns oficiais, nos compactos ou em compilações
- Jeder Lacht – Chegou a ser tocada nos primeiros shows da banda mas nunca foi lançada oficialmente, apenas como demo.
- Schwarzes Glas – Chegou a ser tocada nos primeiros shows da banda mas nunca foi lançada oficialmente, apenas como demo; A música Der Meister do álbum Herzeleid foi baseada nesta canção.
- Feuerräder – Do compacto Engel (Fan-Edition)
- Wilder Wein – Do compacto Engel (Fan-Edition), foi apresentada ao vivo no álbum Live Aus Berlin.
- Engel (versão em inglês) – Da versão americana do álbum Sehnsucht, "não é uma tradução".
- Du Hast (versão em inglês) – Da versão americana do álbum Sehnsucht, "não é uma tradução".
- Das Modell – Do compacto Das Modell.
- Kokain – Do compacto Das Modell.
- Stripped – Da compilação For the Masses, cover do grupo inglês Depeche Mode, compacto Stripped e algumas versões do álbum Sehnsucht.
- Wut Will Nicht Sterben – Do álbum Wilder Frieden do Die Puhdys, onde Till Lindemann canta como convidado.
- Halleluja – Das duas edições limitadas do álbum Mutter e do compacto Links 2-3-4.
- Pet Semetary – Cover do Ramones e do compacto Ich will
- 5/4 – É uma faixa instrumental que não foi lançada até 25 de abril de 2002, do single Mutter. Foi executada como intro em muitos concertos da turnê do álbum Mutter.
- Pesnja o trevozhnoy molodosti – Cover do Feeling B de uma música de Pakhmutova and Dobronravov, apresentado ao vivo na Rússia.
- Schtiel – Cover da Aria, da compilação Schtiel que Till Lindemann e Richard Kruspe escreveram para o 100º aniversário da Harley Davidson, feito para o Moscow 2003 Harley Party.
- Amerika (versão em inglês) – Do compacto Amerika, "não é uma tradução".
- Helden – Do álbum Worlds Collide do Apocalyptica, onde Till Lindemann canta como convidado.
- "Let's Go" - do álbum A Million Degrees do Emigrate, Till Lindemann canta como convidado.